# Sérgio Rebelo
Sérgio T. Rebelo (29 de outubro de 1959) é um economista português que é o atual Professor de Finanças Internacionais do Tokai Bank, onde atuou como presidente do Departamento de Finanças da Kellogg School of Management. Ele também é co-diretor do Centro de Macroeconomia Internacional da Northwestern University. Ele recebeu seu doutorado em economia pela University of Rochester em 1989 e atuou em vários cargos no setor sem fins lucrativos. Ele é membro da Econometric Society, do National Bureau of Economic Research e pesquisador do Center for Economic and Policy Research. Ele tem sido membro do conselho editorial de várias revistas acadêmicas, incluindo American Economic Review, European Economic Review, Journal of Monetary Economics e Journal of Economic Growth. Ele estudou as causas dos ciclos de negócios, o impacto da política econômica sobre o crescimento econômico e as fontes de flutuações da taxa de câmbio. Sua pesquisa concentra-se principalmente em macroeconomia, sistemas econômicos e finanças internacionais.

## Educação e carreira acadêmica
Rebelo nasceu em 29 de outubro de 1959 em Portugal. Ele recebeu sua Licenciatura em Economia pela Universidade Católica Português em 1981, e passou a receber um mestrado em pesquisa operacional na Universidade Técnica de Lisboa em 1985, antes de ser premiado com um mestrado e doutorado em economia na Universidade de Rochester em 1987 e 1989, respectivamente.  Sua dissertação foi supervisionada por Robert King e Paul Romer.
Rebelo aceitou uma nomeação como professor assistente de Finanças na Northwestern University em 1988, tornando-se professor associado em 1991. Em 1992, Rebelo aceitou uma nomeação como Professor Associado de Economia na Universidade de Rochester, onde permaneceu até 1997. Em 1997, Rebelo mudou-se para a Kellogg School of Management para se tornar o Distinguished Professor of International Finance do Tokai Bank e serviu como Presidente do Departamento de Finanças entre 2000 e 2002.   Além de suas nomeações acadêmicas permanentes, Rebelo também atuou como professor assistente em 1990-1991 e 1991-1992 na Universidade Católica de Portugal (onde ele havia sido instrutor de 1981 a 1984).  Para o ano lectivo de 1991-1992, Rebelo foi o Director do Programa Executivo em Banca, bem como o Director do programa de MBA em Finanças da Universidade Católica Portuguesa.
Rebelo atuou em vários papéis fora da academia também.  De 1990 a 1992, Rebelo coordenou um importante Banco Mundial com o objetivo de investigar até que ponto as políticas econômicas nacionais atingiram taxas de crescimento de longo prazo, um projeto que se baseou em seus interesses acadêmicos.   Entre 1990 e 1992, Rebelo também atuou como coordenador de pesquisa do Banco de Portugal .  Rebelo é atualmente um pesquisador associado no National Bureau of Economic Research, onde ele se concentra na questão das finanças internacionais,  bem como pesquisador do Center for Economic and Policy Research. Rebelo foi feito membro da Econometric Society em 2006.

## Publicações
Rebelo publicou um grande número de artigos altamente citados; em 18 de outubro de 2013, seu trabalho foi citado mais de 20.000 vezes.  Ele publicou mais de 130 artigos referendados. Sua publicação mais conhecida, "Análises de longo prazo e crescimento de longo prazo", surgiu do seu trabalho de dissertação e enfocou os efeitos das políticas nacionais sobre o crescimento econômico.  Um de seus outros trabalhos mais citados também examinou a relação entre a política nacional e o crescimento econômico, e foi publicado em 1993, intitulado "Política fiscal e crescimento econômico".
Rebelo também ocupou vários cargos editoriais. De 1995 a 1998, ele foi editor associado da European Economic Review e, de 1995 a 2001, editou a American Economic Review .  Ele também atuou como editor associado do Journal of Economic Growth de 1997 a 2004, editor associado do Journal of European Economic Association de 2003-2004, e é editor associado do Journal of Monetary Economics desde 1995.  

## Foco de pesquisa
O principal corpo de pesquisa de Rebelo se concentrou nas "causas dos ciclos econômicos, no impacto da política econômica sobre o crescimento econômico e no comportamento das taxas de câmbio".  Ele estudou como os incentivos para gastar mudam quando as taxas de juros estão próximas de zero, usando a crise financeira de 2007-2008 como modelo.  O trabalho que ele fez em sua dissertação levou a várias linhas de pesquisa diferentes, sendo uma das mais proeminentes o efeito da tributação sobre o crescimento econômico. Em um sentido mais amplo, grande parte de sua pesquisa se concentra no efeito que a política fiscal (incluindo a tributação) exerce sobre o crescimento econômico.  Uma parte significativa de seu trabalho se concentra em ciclos de negócios , crescimento econômico e taxas de câmbio. 

## Vida pessoal
Rebelo é colaborador do blog Salt of Portugal. Assessor do Gabinete de Avaliação Independente do Fundo Monetário Internacional, 2015. Membro do Conselho Consultivo, Global Markets Institute na Goldman Sachs, desde abril de 2012 até o presente. Jerónimo Martins, administrador não executivo desde abril de 2013 até hoje, presidente do Conselho Fiscal e membro não executivo dos órgãos de supervisão da Warta e do Novo Mundo desde abril de 2016 até ao presente. Integrado DNA Technologies, membro não executivo do conselho desde setembro de 2015 até a venda da empresa em abril de 2018. Fiduciário, Allstate Structured Settlement Trust, desde janeiro de 2018. 
A 9 de junho de 2006, foi agraciado com o grau de Grande-Oficial da Ordem Militar de Sant'Iago da Espada.

## Publicações selecionadas
- «Long Run Policy Analysis and Long Run Growth». Journal of Political Economy. 99. CiteSeerX 10.1.1.295.3609. doi:10.1086/261764
- «Production, growth and business cycles: The basic neoclassical model». Journal of Monetary Economics. 21. doi:10.1016/0304-3932(88)90030-x [8]
- «Fiscal Policy and economic growth». Journal of Monetary Economics. 32. CiteSeerX 10.1.1.363.2080. doi:10.1016/0304-3932(93)90025-b [8]
- Rebelo, Sergio; King, Robert G. Resuscitating real business cycles. Col: Handbook of Macroeconomics. 1. [S.l.: s.n.] ISBN 9780444501578. doi:10.1016/S1574-0048(99)10022-3  Rebelo, Sergio; King, Robert G. Resuscitating real business cycles. Col: Handbook of Macroeconomics. 1. [S.l.: s.n.] ISBN 9780444501578. doi:10.1016/S1574-0048(99)10022-3  Rebelo, Sergio; King, Robert G. Resuscitating real business cycles. Col: Handbook of Macroeconomics. 1. [S.l.: s.n.] ISBN 9780444501578. doi:10.1016/S1574-0048(99)10022-3 [8]